# Astrogeologie
Die Astrogeologie oder auch Planetengeologie ist die Wissenschaft vom geologischen Aufbau und der Entwicklungsgeschichte der nicht-stellaren festen Himmelskörper; das sind
- die terrestrischen Planeten des Sonnensystems
- die Monde der Planeten
- andere feste Körper wie Asteroiden (Kleinplaneten), Kometenkerne und Meteoriten
- extrasolare Gesteinsplaneten.

Der Begriff der Planetologie dagegen umfasst neben der Astro- oder Planetengeologie auch Aspekte der planetenbezogenen Astronomie, die nicht an eine feste Kruste gebunden sind, wie z. B. im Fall der Gasplaneten. Die gegenseitige Abgrenzung der Begriffe Planetengeologie und Planetologie ist nicht genau definiert.
Methoden der Astrogeologie sind:
- erd- oder raumgestützte Messungen
- besonders bildgebende Verfahren der Astronomie in den Bereichen des sichtbaren Lichts, des Infrarot und Radar
- die Entsendung von Raumsonden, Orbitern und Landeapparaten zu den Untersuchungsobjekten (außer zu den Exoplaneten)
- die Untersuchung gewonnener Proben vor Ort oder auf der Erde (bisher nur vom Erdmond, aus dem Sonnenwind und einem Kometen)
- die Untersuchung von Meteoriten
- Modellrechnungen bzw. Modellierungen und theoretische Überlegungen
- Analogieschlüsse anhand der Erkenntnisse von Geologie, Vulkanologie, Glaziologie, Hydrologie, Geophysik und Mineralogie auf der Erde.